# تپه شیر آشیان
تپه شیر آشیان مربوط به دوران پیش از تاریخ ایران باستان است و در شهرستان دامغان، روستای شیراشیان واقع شده و این اثر در تاریخ ۲۵ اسفند ۱۳۷۸ با شمارهٔ ثبت ۲۶۵۷ به‌عنوان یکی از آثار ملی ایران به ثبت رسیده است.